# Guisberg
Guisberg est un écart de la commune française d'Enchenberg, dans le département de la Moselle. Il comptait 52 habitants en 1900.

## Toponymie

### Guisberg
- Anciennes mentions[1],[2],[3] : Gissberg (1577) ; Uff Güsberg (1602) ; Gischberg (1696) ; Guischberg près Montbronn (1709) ; Guischberg (1719 et 1779) ; Guichberg (1751 et 1755) ; Guchenberg (1756) ; Glasberg (1771) ; Geisberg (fin du XVIIIe siècle) ; Glansberg (1850-1856) ; Gueschberg (1869) ; Güsberg (1871) ; Giesbergerhof (1878) ; Guisberg (1967).
- De l’allemand Berg, hauteur, et de l’ancien haut allemand, gouch, de l’allemand Gauch, qui a donné le nom Kuckuck, le coucou, un Gauchsberg, devenu Gaussberg, Geisberg puis Gissberg. En définitive, le nom de Guisberg signifie « montagne du coucou » bien qu'aujourd’hui l’annexe du Guisberg soit devenue le royaume incontesté des chauve-souris[2].
- Giesbärsch en francique lorrain.

### Lieux-dits
- Felsenmuehle.
- Glasbach et Glasthal.
- Michelskopf.
- Muehlkopf ou Mielkopf.
- Muenzbach[4].

## Culture locale et patrimoine

### Lieux et monuments
- Plusieurs belles croix monumentales sont érigées dans le hameau, ainsi qu'aux alentours. Témoignant de la foi profonde des habitants, elles sont fidèlement entretenues ;
- Entourée de belles forêts et de vertes étendues, la localité bénéficie d'un magnifique cadre naturel, agrémenté par la présence d'un étang tout proche[3].

### Forge
Une forge se situe au XVIIIe siècle sur le ban de Guisberg, entre le hameau et le moulin de la Felsenmühle, appartenant à l'abbaye de Sturzelbronn. Le canton à la droite du moulin est encore appelé Schmälzes sur le plan cadastral, en référence à la forge disparue. Construite sans doute vers 1710, elle n'occupe que peu d'ouvriers jusqu'en 1740 et utilise le minerai de Bining.
L'atlas topographique du comté de Bitche de 1758 mentionne que : « la maison qui est au bout de la levée du grand étang au bas de la montagne est en ruine. C'était autrefois une forge à fer qui est actuellement abandonnée ».

### Cultes
Du point de vue du spirituel, le hameau de Guisberg constitue tout d'abord une succursale de la paroisse voisine de Siersthal pendant l'Ancien Régime, dans l'archiprêtré de Hornbach, aujourd'hui en proche Allemagne. Lors de la réforme des circonscriptions ecclésiastiques, entreprise à partir de 1802, le village d'Enchenberg est érigé en paroisse autonome et intégré au nouvel archiprêtré de Rohrbach, calqué sur le canton : les quelques maisons de Guisberg sont alors rattachées à la nouvelle paroisse.